# Wereldkampioenschappen zwemmen 2025 – 4×200 meter vrije slag mannen
De 4×200 meter vrije slag mannen op de wereldkampioenschappen zwemmen 2025 in Singapore vond plaats op 1 augustus 2025. 

## Records
Voorafgaand aan het toernooi waren dit het wereldrecord en het kampioenschapsrecord
| Wereldrecord         | Verenigde Staten Michael Phelps Ricky Berens David Walters Ryan Lochte | 6.58,55 | Rome | 31 juli 2009 |
| Kampioenschapsrecord | Verenigde Staten Michael Phelps Ricky Berens David Walters Ryan Lochte | 6.58,55 | Rome | 31 juli 2009 |

## Uitslagen
De acht snelste teams in de series kwalificeerden zich voor de finale.

### Series
| Rang | Serie | Baan | Naam                | Land | Tijd         | Bijz.        |
| ---- | ----- | ---- | ------------------- | --- | ------------ | ------------ |
| 1    | 2     | 4    | Verenigd Koninkrijk | Jack McMillan (1.45,28) James Guy (1.44,92) Evan Jones (1.47,43) Tom Dean (1.46,35)                                       | 7.03,98      | Q            |
| 2    | 2     | 5    | Australië           | Edward Sommerville (1.46,86) Charlie Hawke (1.45,83) Kai Taylor (1.46,14) Maximillian Giuliani (1.45,49)                  | 7.04,32      | Q            |
| 3    | 2     | 6    | Zuid-Korea          | Kim Young-beom (1.45,72) Kim Woo-min (1.46,09) Lee Ho-joon (1.46,76) Hwang Sun-woo (1.46,11)                              | 7.04,68      | Q            |
| 4    | 2     | 7    | Italië              | Carlos D’Ambrosio (1.45,89) Filippo Megli (1.46,37) Marco De Tullio (1.46,69) Stefano Di Cola (1.46,22)                   | 7.05,17      | Q            |
| 5    | 1     | 4    | Verenigde Staten    | Chris Guiliano (1.46,57) Rex Maurer (1.46,11) Henry McFadden (1.45,51) Gabriel Jett (1.47,90)                             | 7.06,09      | Q            |
| 6    | 1     | 5    | China               | Fei Liwei (1.46,94) Ji Xinjie (1.46,09) Wang Shun (1.46,64) Zhang Zhanshuo (1.46,48)                                      | 7.06,15      | Q            |
| 7    | 1     | 2    | Israël              | Denis Loktev (1.47,02) Yoav Romano (1.46,92) Alexey Glivinskiy (1.46,46) Daniel Krichevsky (1.45,89)                      | 7.06,29      | Q            |
| 8    | 2     | 3    | Frankrijk           | Roman Fuchs (1.46,98) Rafael Fente-Damers (1.46,43) Corentin Pouillart (1.47,69) Yann Le Goff (1.45,78)                   | 7.06,88      | Q            |
| 9    | 1     | 3    | Duitsland           | Lukas Märtens (1.45,65) Rafael Miroslaw (1.47,11) Jarno Bäschnitt (1.47,08) Timo Sorgius (1.47,70)                        | 7.07,54      |              |
| 10   | 1     | 6    | Japan               | Tatsuya Murasa (1.45,58) Tomoyuki Matsushita (1.47,58) So Ogata (1.48,24) Asaki Nishikawa (1.47,77)                       | 7.09,17      |              |
| 11   | 2     | 2    | Litouwen            | Tomas Lukminas (1.47,34) Danas Rapšys (1.47,03) Tajus Juška (1.48,27) Kristupas Trepočka (1.47,84)                        | 7.10,48      |              |
| 12   | 2     | 1    | Canada              | Ethan Ekk (1.46,71) Antoine Sauve (1.48,16) Filip Senc-Samardzic (1.48,71) Jordi Vilchez (1.48,78)                        | 7.12,36      |              |
| 13   | 1     | 7    | Griekenland         | Dimitrios Markos (1.46,37) Konstantinos Englezakis (1.46,93) Konstantinos Stamou (1.47,92) Apostolos Papastamos (1.52,38) | 7.13,60      |              |
| 14   | 1     | 1    | Ierland             | Evan Bailey (1.47,02) Cormac Rynn (1.49,51) Jack Cassin (1.50,07) John Shortt (1.50,10)                                   | 7.16,70      |              |
| 15   | 1     | 8    | Singapore           | Glen Lim (1.49,76) Jonathan Tan (1.49,08) Ardi Azman (1.50,93) Jerald Lium (1.53,23)                                      | 7.23,00      |              |
| 16   | 2     | 8    | Maleisië            | Singh Chahal Arvin Shaun (1.50,03) Khiew Hoe Yean (1.48,01) Tan Khai Xin (1.52,26) Andrew Goh (1.59,00)                   | 7.29,30      |              |
| –    | 2     | 0    | Mexico              | | Niet gestart | Niet gestart |

### Finale
| Rang   | Baan | Naam                | Land | Tijd    | Bijz. |
| ------ | ---- | ------------------- | --- | ------- | ----- |
| Goud   | 4    | Verenigd Koninkrijk | Matt Richards (1.45,37) James Guy (1.45,00) Jack McMillan (1.45,65) Duncan Scott (1.43,82)              | 6.59,84 |       |
| Zilver | 7    | China               | Ji Xinjie (1.46,22) Pan Zhanle (1.44,41) Wang Shun (1.46,08) Zhang Zhanshuo (1.44,20)                   | 7.00,91 | AS    |
| Brons  | 5    | Australië           | Flynn Southam (1.45,85) Charlie Hawke (1.45,57) Kai Taylor (1.44,64) Maximillian Giuliani (1.44,92)     | 7.00,98 |       |
| 4      | 2    | Verenigde Staten    | Henry McFadden (1.46,09) Gabriel Jett (1.45,88) Luke Hobson (1.43,45) Rex Maurer (1.45,82)              | 7.01,24 |       |
| 5      | 3    | Zuid-Korea          | Kim Young-beom (1.46,23) Kim Woo-min (1.44,66) Lee Ho-joon (1.46,14) Hwang Sun-woo (1.45,26)            | 7.02,29 |       |
| 6      | 8    | Frankrijk           | Roman Fuchs (1.46,11) Yann Le Goff (1.46,38) Rafael Fente-Damers (1.46,86) Léon Marchand (1.44,34)      | 7.03,69 |       |
| 7      | 6    | Italië              | Carlos D’Ambrosio (1.45,75) Filippo Megli (1.45,91) Marco De Tullio (1.46,52) Stefano Di Cola (1.47,36) | 7.05,54 |       |
| 8      | 1    | Israël              | Denis Loktev (1.46,73) Yoav Romano (1.47,01) Alexey Glivinskiy (1.47,42) Daniel Krichevsky (1.45,60)    | 7.06,76 |       |